# Frekvenční multiplex
Frekvenční multiplex, kmitočtové dělení nebo multiplex s frekvenčním dělením (FDM z anglického frequency division multiplex) je princip přenosu více signálů jedním společným širokopásmovým přenosovým médiem, při kterém každý z přenášených signálů používá jinou část kmitočtového pásma.

## Použití

Přenos tří signálů pomocí kmitočtového dělení (FDM): Kmitočtové spektrum každého vstupního signálu je posunuto do jiného kmitočtového pásma; přenáší se sloučené signály, které jsou na přijímací straně odděleny pomocí pásmových propustí a posunuty do původního kmitočtového pásma.

Kmitočtové dělení je technika dobře známá z rádiového vysílání a používaná již od první poloviny 20. století pro vysílání rozhlasu, později i pro televizní vysílání a občanské radiostanice (vysílačky). Při samotném televizním vysílání se stejná technika používá pro přenos zvukového doprovodu společně s obrazem, u stereofonního vysílání rozhlasu pro vysílání signálu, který rozlišuje levý a pravý kanál. Později se kmitočtové dělení začalo používat i pro přenosy pomocí kabelů – dobře známá je kabelová televize, ale na stejném principu fungovaly i systémy nosné telefonie, které umožňovaly přenášet větší množství telefonních hovorů po jednom vedení. S nástupem digitální technologie byla technika kmitočtového dělení zčásti nahrazena časovým multiplexem, zejména při přenosu pomocí optických kabelů. Se vzrůstajícími požadavky na rychlost přenosu se však kmitočtové dělení začíná používat i pro optické komunikace jako tak zvaný vlnový multiplex (WDM).

## Realizace
Kmitočtové posunutí signálu je možné realizovat pomocí amplitudové modulace. Protože jejím použitím vzniknou dvě postranní pásma, což by vedlo ke zdvojnásobení potřebného kmitočtového pásma, a zůstává přítomná i nosná vlna, která by vedla ke snížení energetické účinnosti přenosu, při použití FDM (na rozdíl od vysílání rozhlasu) se na vysílací straně jedno postranní pásmo a nosná potlačuje.